# أندريا أغيني
أندريا أغيني (بالإيطالية: Andrea Aghini) مواليد 29 ديسمبر 1963، هو سائق راليات إيطالي بدأ مسيرته في سنة 1986. كان أول رالي له هو رالي سانريمو 1986. تسابق في بطولة العالم للراليات. فاز بـ سباق رالي واحد. صعد على المنصة 5 مرات خلال مسيرته.

## سجل الفوز
- رالي سانريمو 1992

## فرق مثلها
- لانشيا
- ميتسوبيشي موتورز

## روابط خارجية
- أندريا أغيني على موقع Rallye-info.com (الإنجليزية)
- أندريا أغيني على موقع eWRC-results.com (الإنجليزية)